# Contra-compositie XII
Contra-Compositie XII is een schilderij van de Nederlandse schilder Theo van Doesburg, dat zich in het Musée de Grenoble in de Franse stad Grenoble bevindt.

## Het werk
Contra-compositie XII is het vijfde schilderij in de serie contra-composities. Het heette aanvankelijk dan ook Contra-compositie V. De huidige titel is gebaseerd op het boekje Unique studies for Compositions, waarin Van Doesburg alle voorstudies van zijn contra-composities opnam, en waar het voorkomt als twaalfde. Het is aan de achterzijde in sjabloonletters gesigneerd en gedateerd 'Theo van Doesburg 1924'. Het ontstond na 24 juli van dat jaar, want op dat moment had Van Doesburg slechts één contra-compositie, Contra-compositie X, voltooid. Het werk was aanvankelijk horizontaal van formaat. Zo komt het ook voor in het boekje Unique studies for Compositions. Tegen het jaar 1930 veranderde Van Doesburg het in een verticaal formaat, zoals blijkt uit een brief die hij op 23 januari van dat jaar schreef aan zijn vriend Antony Kok: 'Tevens verkocht ik een oud doekje heel smal en vertikaal, dat je zeker wel eens gezien zult hebben'.

## Herkomst
De verkoop waarvan Van Doesburg in deze brief spreekt vond plaats in 1929. De koper, de Zweedse schilder Otto Carlsund (1897-1948), die lid was van de door Van Doesburg opgerichte kunstenaarsgroep Art Concret, verkocht het voor 1948 aan de kunstenaar Oscar Reutersvärd (1915-2002). In 1970 werd het door het Musée de Grenoble gekocht van Galerie Yvon Lambert in Parijs.

## Tentoonstellingen
Contra-compositie IV maakte deel uit van de volgende tentoonstellingen:
- AC. Internationell utställning av post-kubistisk konst, augustus, Parkrestauranten Stockholms utställningen, Stockholm.
- Neoplasticism, september 1951, Samlaren, Stockholm.
- Theo van Doesburg, 13 december 1968-26 januari 1969, Van Abbemuseum, Eindhoven.
- Theo van Doesburg, 17 februari-23 maart 1969, Gemeentemuseum Den Haag.
- Theo van Doesburg 1883-1931, 18 april-1 juni 1969, Kunsthalle Neurenberg, Marientor.
- Konstruktive Kunst, 9 augustus-7 september 1969, Kunsthalle Bazel.
- L'art moderne dans les musées de province, 3 februari-24 april 1978, Grand Palais, Parijs.
- Kurt Schwitters, 24 november 1994-20 februari 1995, Centre Georges Pompidou, Parijs.
- Kurt Schwitters, 6 april-18 juni 1995, IVAM Centre Julio González, Valencia.
- Kurt Schwitters, 16 september-27 november 1995, Musée de Grenoble, Grenoble.
- The origins of modern art in France, 15 mei-13 september 1998, Singapore Art Museum, Singapore.